# Liste der Biografien/Vac
Liste der Biografien |
Portal Biografien |
Personensuche
# |
A |
B |
C |
D |
E |
F |
G |
H |
I |
J |
K |
L |
M |
N |
O |
P |
Q |
R |
S |
T |
U |
V |
W |
X |
Y |
Z |
?
 
Va |
Vd |
Ve |
Vh |
Vi |
Vj |
Vl |
Vn |
Vo |
Vr |
Vs |
Vt |
Vu |
Vy
 
Vaa |
Vab |
Vac |
Vad |
Vae |
Vaf |
Vag |
Vah |
Vai |
Vaj |
Vak |
Val |
Vam |
Van |
Vap |
Vaq |
Var |
Vas |
Vat |
Vau |
Vav |
Vaw |
Vax |
Vay |
Vaz
Die Liste der Biografien führt alle Personen auf, die in der deutschsprachigen Wikipedia einen Artikel haben. Dieses ist eine Teilliste mit 152 Einträgen von Personen, deren Namen mit den Buchstaben „Vac“ beginnt.

## Vac

### Vaca
- Vaca de Castro, Cristóbal (* 1492), spanischer Richter und Kolonialbeamter
- Vaca Váldez, Rafael (* 1934), mexikanischer Radrennfahrer
- Vaca, Daniela (* 2004), bolivianische Leichtathletin
- Vaca, Henry (* 1998), bolivianischer Fußballspieler
- Vaca, Jorge (* 1959), mexikanischer Boxer
- Vaca, José Enrique (* 1961), mexikanischer Fußballspieler
- Vacandard, Elphège (1849–1927), französischer römisch-katholischer Geistlicher, Theologe und Kirchenhistoriker
- Vacani, Gaetano (1763–1844), italienischer Dekorations- und Ornamentmaler
- Vacano von Wellho, Alfred (1846–1929), österreichisch-russischer Brauerei-Unternehmer
- Vacano, Alexandra (* 1971), deutsche Journalistin und Fernsehmoderatorin
- Vacano, Emile Mario (1840–1892), österreichischer Schriftsteller
- Vacano, Johannes von (1926–2006), deutscher Diplomat
- Vacano, Jost (* 1934), deutscher KameramannJost Vacano (* 1934)

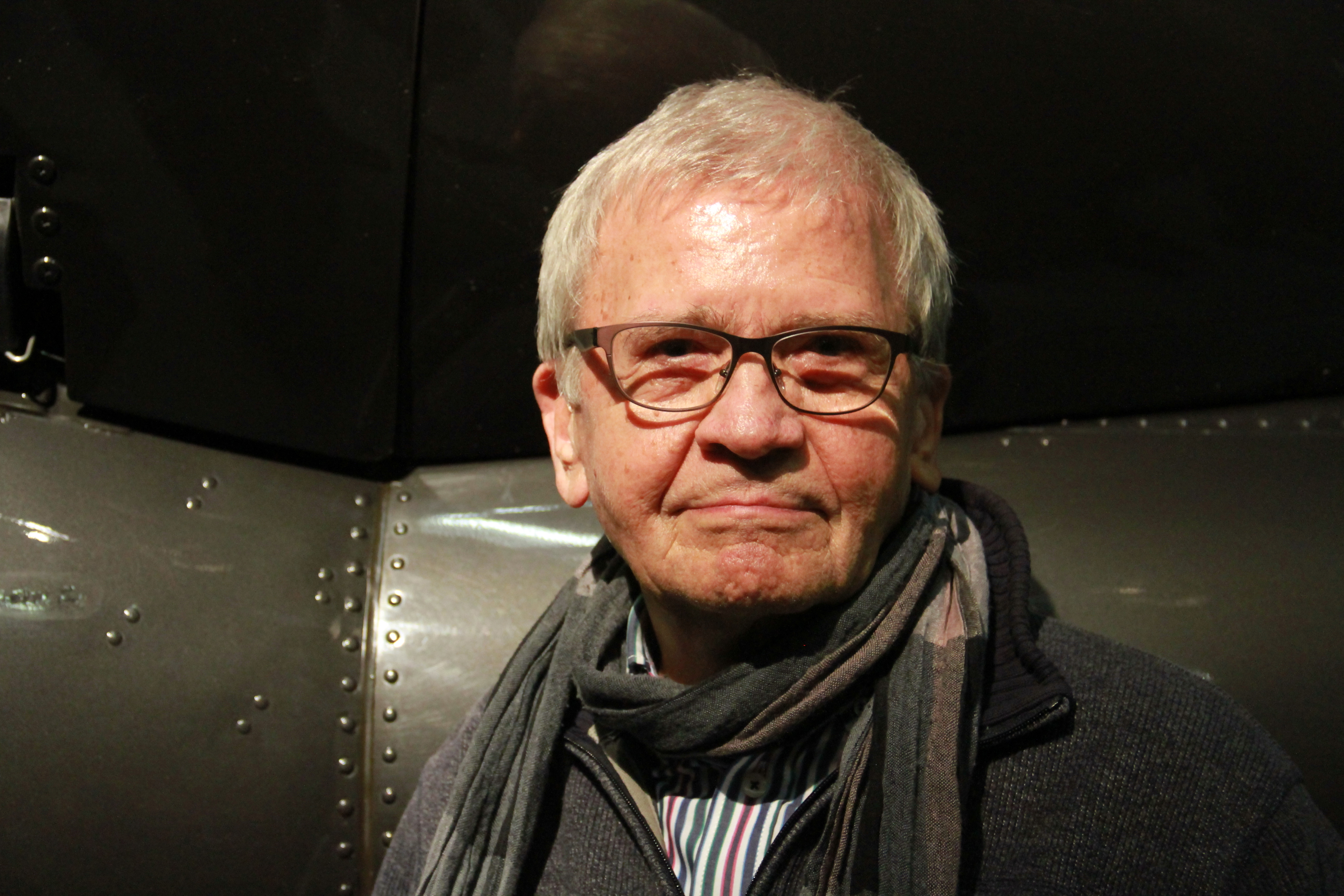
Jost Vacano (* 1934)

- Vacano, Otto von (1827–1897), deutscher Jurist
- Vacano, Otto Wilhelm von (1910–1997), deutscher Klassischer Archäologe mit Schwerpunkt Etruskologie
- Vacano, Stefan (1874–1963), österreichischer Theater- und Romanautor sowie Schauspieler
- Vacano, Wolfgang (1906–1985), deutsch-amerikanischer Dirigent und Musikpädagoge
- Vacanti, Joseph P. (* 1948), US-amerikanischer Chirurg und Transplantationsforscher
- Vacarciuc, Vadim (* 1972), moldawischer Gewichtheber
- Vacaresco, Hélène (1864–1947), rumänisch-französische Schriftstellerin
- Văcărescu, Ienăchiță (1740–1797), walachischer Diplomat, Dichter, Historiker, Romanist und Rumänist
- Vacarezza, Gerardo (* 1965), chilenischer Tennisspieler
- Văcariu, Alina (* 1984), rumänisches Model und Schauspielerin
- Văcăroiu, Nicolae (* 1943), rumänischer Politiker
- Vacatko, Ludwig (1873–1956), österreichisch-tschechischer Maler
- Vacátko, Vladimír (1952–2016), deutscher Eishockeyspieler

### Vacc
- Vacca Ramírez, Misael (* 1955), kolumbianischer Geistlicher, römisch-katholischer Erzbischof von Villavicencio
- Vacca, Antonio (1934–2020), italienischer Geistlicher, römisch-katholischer Bischof von Alghero-Bosa
- Vacca, Davide (1518–1607), 76. Doge (31. mit zweijähriger Amtszeit) der Republik von Genua
- Vacca, Flaminio (1538–1605), italienischer Bildhauer
- Vacca, Giovanni Enrico Eugenio (1872–1953), italienischer Mathematiker, Mathematikhistoriker und Sinologe
- Vacca, Roberto (* 1927), italienischer Schriftsteller und Mathematiker
- Vaccai, Nicola (1790–1848), italienischer Sänger (Tenor), Komponist und Gesangspädagoge
- Vaccarella, Nino (1933–2021), italienischer Formel-1-Rennfahrer
- Vaccari, Francesco Maria (1814–1856), italienischer Priester und Generalrektor der Pallottiner (1850–1856)
- Vaccari, Gioacchino (* 1883), italienischer Turner
- Vaccari, Lino (1873–1951), italienischer Naturforscher
- Vaccari, Luigi (1817–1887), italienischer Geistlicher und Benediktiner
- Vaccari, Marco (* 1966), italienischer Leichtathlet
- Vaccari, Mario (* 1959), italienischer Ordensgeistlicher, römisch-katholischer Bischof von Massa Carrara-Pontremoli
- Vaccari, Wainer (* 1949), italienischer Maler, Skulpteur und Illustrator
- Vaccarini, Giovanni Battista (1702–1768), italienischer Architekt
- Vaccarino, Donald X. (* 1969), US-amerikanischer Spieleautor
- Vaccaro, Andrea († 1670), italienischer Barockmaler
- Vaccaro, Angelo (* 1981), italienischer FußballspielerAngelo Vaccaro (* 1981)

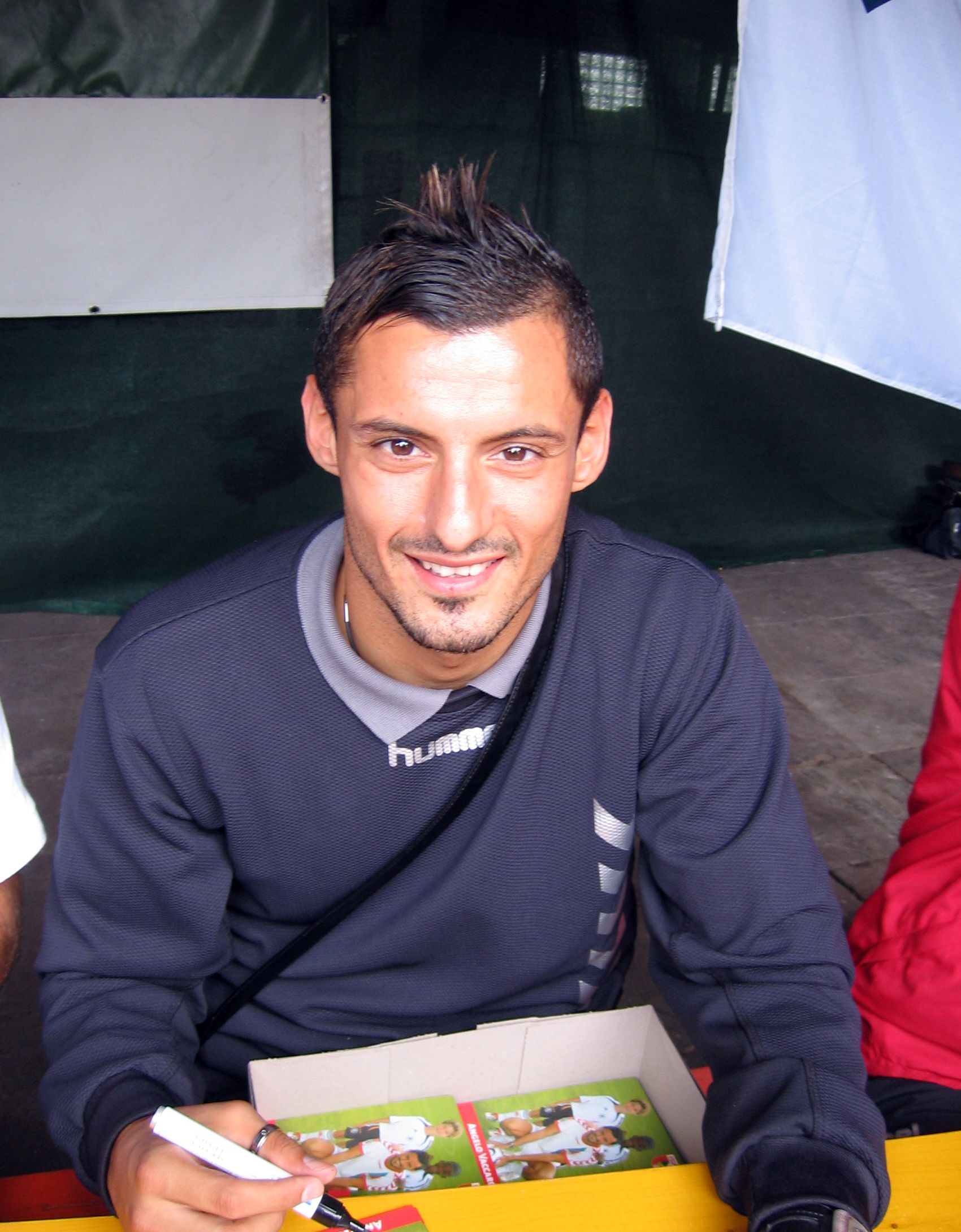
Angelo Vaccaro (* 1981)

- Vaccaro, Brenda (* 1939), US-amerikanische Schauspielerin
- Vaccaro, Carlo (1864–1933), italienischer Unternehmer und Bankier
- Vaccaro, Giuseppe (1793–1866), italienischer Maler und Bildhauer
- Vaccaro, Giuseppe (1808–1889), italienischer Terrakottabildner und Bildhauer
- Vaccaro, Giuseppe (1896–1970), italienischer Architekt
- Vaccaro, Kenny (* 1991), US-amerikanischer American-Football-Spieler
- Vaccaro, Luciana (* 1969), italienisch-schweizerische Physikerin, Rektorin der Fachhochschule Westschweiz
- Vaccaro, Owen (* 2005), US-amerikanischer Filmschauspieler
- Vaccaro, Romana (1956–2024), tschechisch-deutsche Opernsängerin (Sopran)
- Vaccaro, Tony (1922–2022), US-amerikanischer Kriegs- und Modefotograf
- Vaccaroni, Dorina (* 1963), italienische Florettfechterin und Olympiasiegerin
- Vacchelli, Piergiuseppe (* 1937), italienischer Titularerzbischof und Beigeordneter Sekretär der Kongregation für die Evangelisierung der Völker
- Vacchetta, Giovanni (1863–1940), italienischer wissenschaftlicher Zeichner und Architekturhistoriker
- Vacchi, Fabio (* 1949), italienischer Komponist
- Vacchiano, Domenico (1914–2001), italienischer Geistlicher, katholischer Bischof
- Vacchiano, William (1912–2005), US-amerikanischer Trompeter und Hochschullehrer
- Vacchini, Livio (1933–2007), Schweizer Architekt
- Vaccia, César (* 1952), chilenischer Fußballspieler und -trainer
- Vacciano, Giuseppe (* 1972), italienischer Politiker

### Vace
- Vacek, Bohumil (* 1963), tschechoslowakischer Skispringer
- Vacek, Daniel (* 1971), tschechischer Tennisspieler
- Vacek, Jan (* 1976), tschechischer Tennisspieler
- Vacek, Jiří (1931–2021), tschechischer Mystiker, Schriftsteller und Übersetzer geistlicher Literatur
- Vacek, Kamil (* 1987), tschechischer Fußballspieler
- Vacek, Karel (1902–1982), tschechischer Komponist
- Vacek, Mathias (* 2002), tschechischer RadrennfahrerMathias Vacek (* 2002)

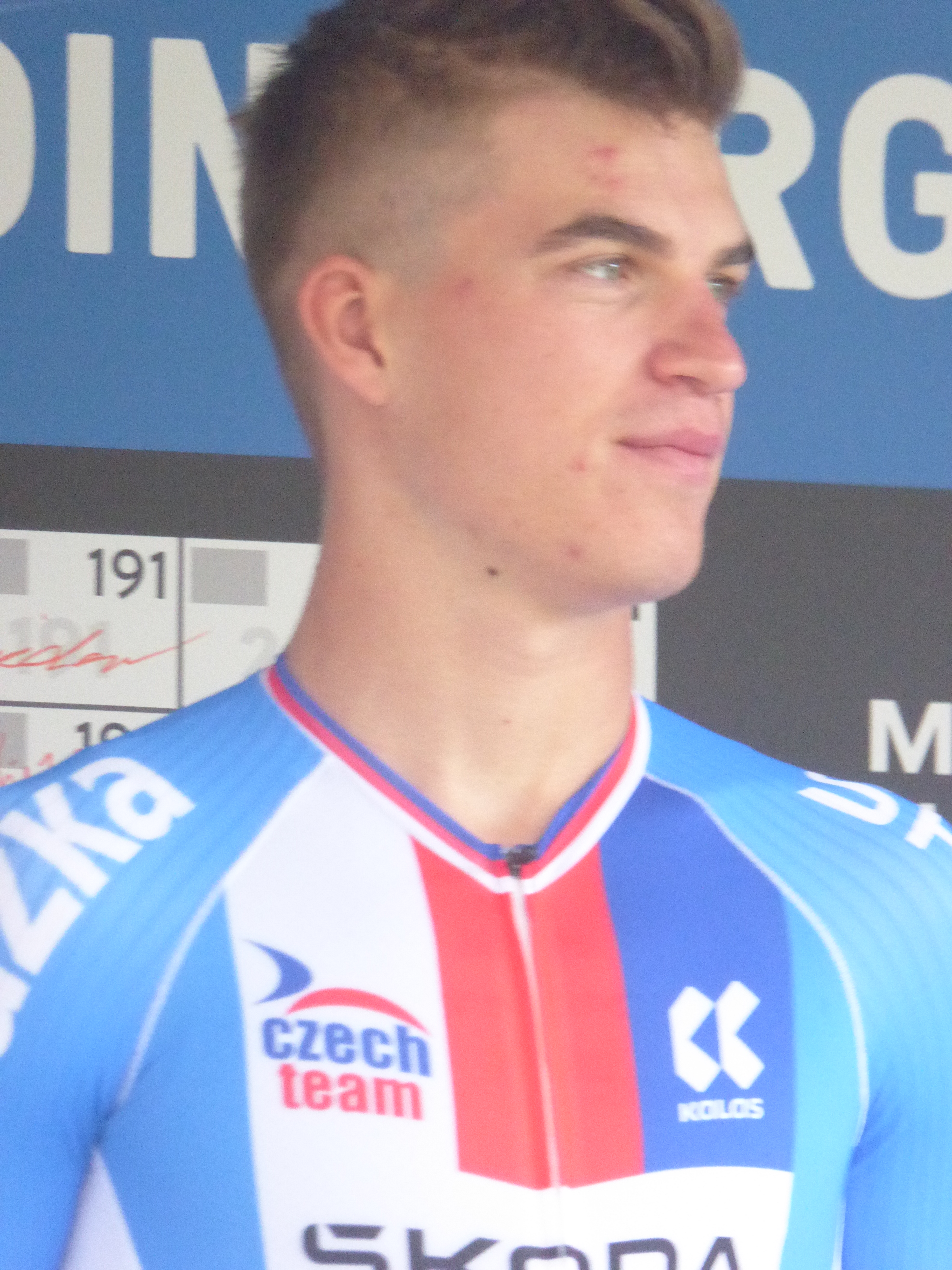
Mathias Vacek (* 2002)

- Vacek, Miloš (1928–2012), tschechischer Komponist, Dirigent und Organist
- Vacek, Otto, deutscher Fußballspieler
- Vacenovská, Iveta (* 1986), tschechische Tischtennisspielerin

### Vach
- Vach, Ferdinand (1860–1939), böhmischer Musiker
- Vach, Karin (* 1966), deutsche Sprachwissenschaftlerin
- Vach, Udo (* 1950), deutscher evangelikaler Geistlicher
- Vácha, Karel (* 1970), tschechischer Fußballspieler
- Vácha, Ladislav (1899–1943), tschechischer Turner
- Vácha, Lukáš (* 1989), tschechischer Fußballspieler
- Vácha, Martin (* 1972), österreichischer Gesangspädagoge, Sänger, Trainer, Buchautor, Dozent und Außerordentlicher Universitätsprofessor
- Váchal, Josef (1884–1969), tschechoslowakischer Schriftsteller, Maler, Grafiker und Buchdrucker
- Vachaspati Mishra, indischer Brahmane
- Vaché, Allan (* 1953), US-amerikanischer Jazz-Klarinettist
- Vaché, Jacques (1895–1919), Mitbegründer und Pionier des Dadaismus
- Vaché, Warren (* 1951), amerikanischer Jazz-Trompeter und Kornettist
- Vaché, Warren senior (1914–2005), amerikanischer Jazzmusiker und Journalist
- Vachek, Emil (1889–1964), tschechischer Schriftsteller und Dichter
- Vachell, Eleanor (1879–1948), britische Botanikerin
- Vacher de Lapouge, Georges (1854–1936), französischer Jurist, Rassentheoretiker und Eugeniker
- Vacher, Émile (1883–1969), französischer Akkordeonist
- Vacher, Joseph (1869–1898), französischer Serienmörder
- Vacherot, André (1877–1924), französischer Tennisspieler
- Vacherot, Étienne (1809–1897), französischer Gelehrter und Philosoph
- Vacherot, Marcel (1881–1975), französischer Tennisspieler
- Vacherot, Valentin (* 1998), monegassisch-französischer Tennisspieler
- Vachet, Léon (1932–2010), französischer Politiker (RPR, UMP), Mitglied der Nationalversammlung
- Vachet, Teresio (1947–2025), italienischer Skirennläufer
- Vachier-Lagrave, Maxime (* 1990), französischer SchachgroßmeisterMaxime Vachier-Lagrave (* 1990)

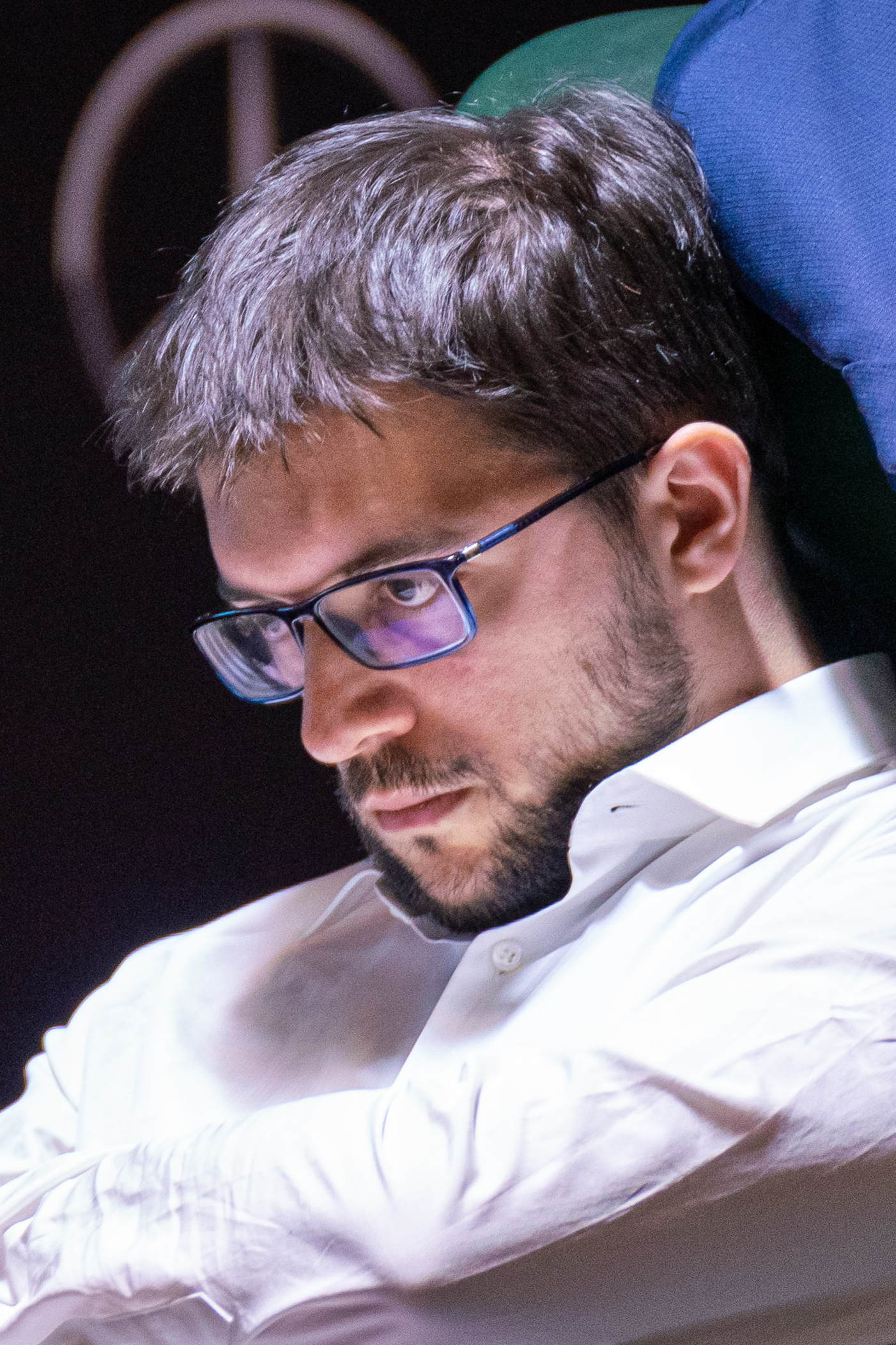
Maxime Vachier-Lagrave (* 1990)

- Vachková, Marie (* 1954), tschechische Germanistin
- Vachon, Alexandre (1885–1953), kanadischer Geistlicher, römisch-katholischer Erzbischof von Ottawa
- Vachon, Christian (* 1958), französischer Judoka
- Vachon, Christine (* 1962), US-amerikanische Filmregisseurin
- Vachon, Florian (* 1985), französischer Radrennfahrer
- Vachon, John (1914–1975), US-amerikanischer Fotograf
- Vachon, Louis-Albert (1912–2006), kanadischer Kardinal und Erzbischof von Québec
- Vachon, Max (1908–1991), französischer Arachnologe
- Vachon, Pierre (1738–1803), französischer Violinist und Komponist
- Vachon, Rogatien (* 1945), kanadischer Eishockeyspieler
- Vachon, Roger (* 1957), französischer Judoka
- Vachoušek, Štěpán (* 1979), tschechischer Fußballspieler
- Vachoux, Richard (1932–2012), Schweizer Schauspieler, Theaterregisseur und Professor
- Vachovcová, Alena (* 1974), tschechische Tischtennisspielerin
- Vachs, Inari (* 1974), US-amerikanische PornodarstellerinInari Vachs (* 1974)

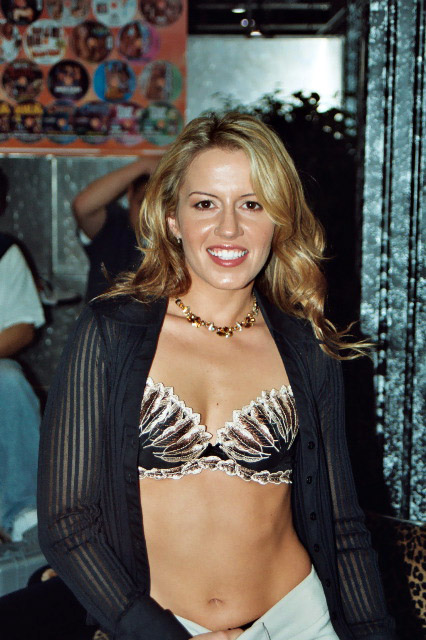
Inari Vachs (* 1974)

- Vachss, Andrew (1942–2021), US-amerikanischer Rechtsanwalt und Schriftsteller
- Vachta, Tilmann, deutscher Prähistoriker
- Vachtová, Ludmila (1933–2020), tschechisch-schweizerische Kunsthistorikerin, Kunstkritikerin, Kuratorin und Übersetzerin
- Vachudová, Milada Anna, US-amerikanische Politikwissenschaftlerin

### Vaci
- Vācietis, Jukums (1873–1938), lettischer Offizier in der russischen Armee und sowjetischer Offizier der roten Armee, Oberbefehlshaber der Roten Armee im russischen Bürgerkrieg
- Vācietis, Ojārs (1933–1983), lettischer Dichter
- Vacíková, Kateřina (* 1983), tschechische Kanutin
- Vacíková, Věra (* 1951), tschechoslowakische Abgeordnete
- Vacínová, Pavlína (* 1988), tschechische Unihockeyspielerin

### Vack
- Vack, Hanne (* 1940), deutsche Bürgerrechtlerin und Friedensaktivistin
- Vack, Klaus (1935–2019), deutscher Bürgerrechtler und Friedensaktivist
- Vack, Peter (* 1986), amerikanischer Schauspieler, Drehbuchautor, Regisseur und ProduzentPeter Vack (* 1986)

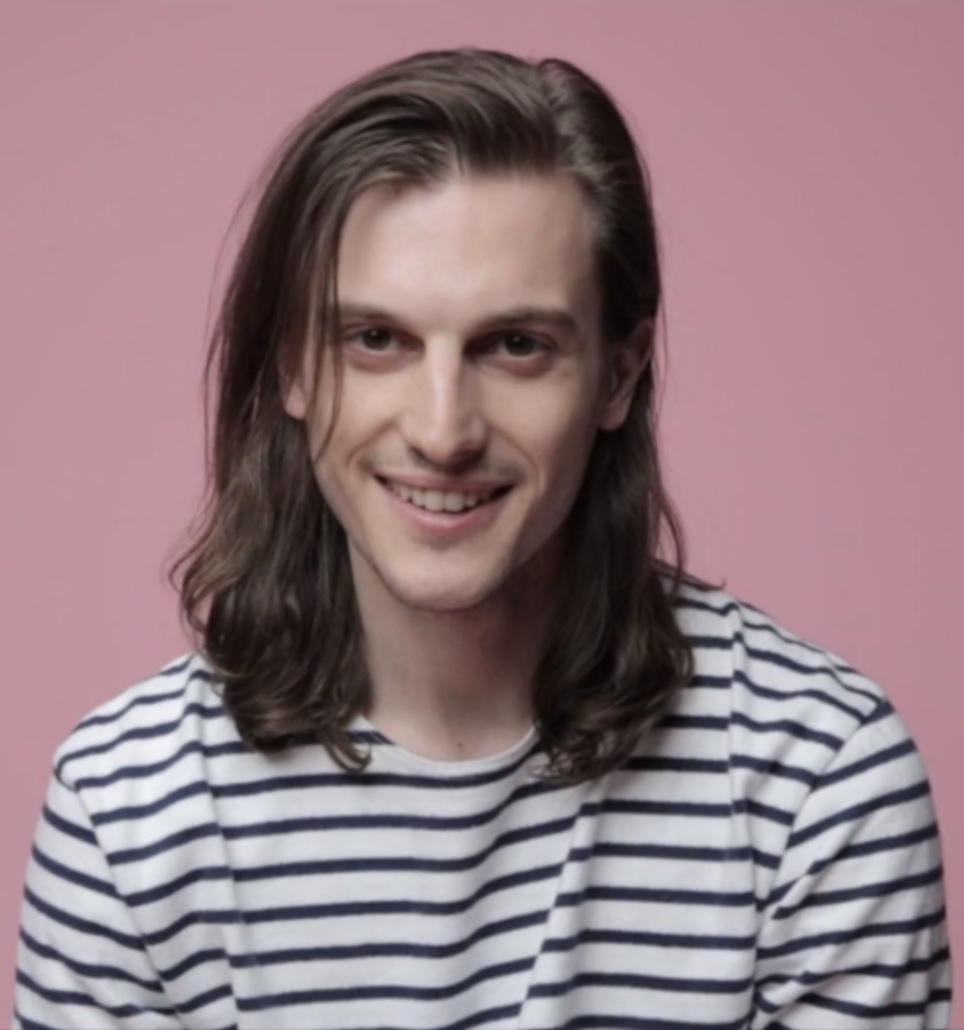
Peter Vack (* 1986)

- Vačkář, Dalibor (1906–1984), tschechischer Komponist
- Vackář, Jiří (1919–2004), tschechischer Elektrotechniker
- Vačkář, Tomáš (1945–1963), tschechischer Komponist
- Vačkář, Vladimír (* 1949), tschechoslowakischer Bahnradsportler
- Vačková, Zuzana (* 1969), slowakische Schauspielerin

### Vacl
- Václavek, Bedřich (1897–1943), tschechischer Literaturkritiker und Theoretiker
- Václavek, Ludvík (1931–2021), tschechischer Germanist und Literaturhistoriker
- Václavíček, Rostislav (* 1946), tschechischer Fußballspieler
- Václavík, Adam (* 1994), tschechischer Biathlet
- Václavíková, Eliška (* 1999), tschechische Biathletin
- Vaclík, Tomáš (* 1989), tschechischer Fußballtorhüter

### Vacn
- Vacnin, Chase (* 2002), US-amerikanischer Filmschauspieler

### Vacq
- Vacquerie, Auguste (1819–1895), französischer Schriftsteller, Journalist und Photograph
- Vacquier, Victor (1907–2009), russisch-amerikanischer Geophysiker und Ozeanograph

### Vacr
- Vacratsis, Maria, kanadische Schauspielerin

### Vact
- Vacth, Marine (* 1991), französische Schauspielerin und ModelMarine Vacth (* 1991)

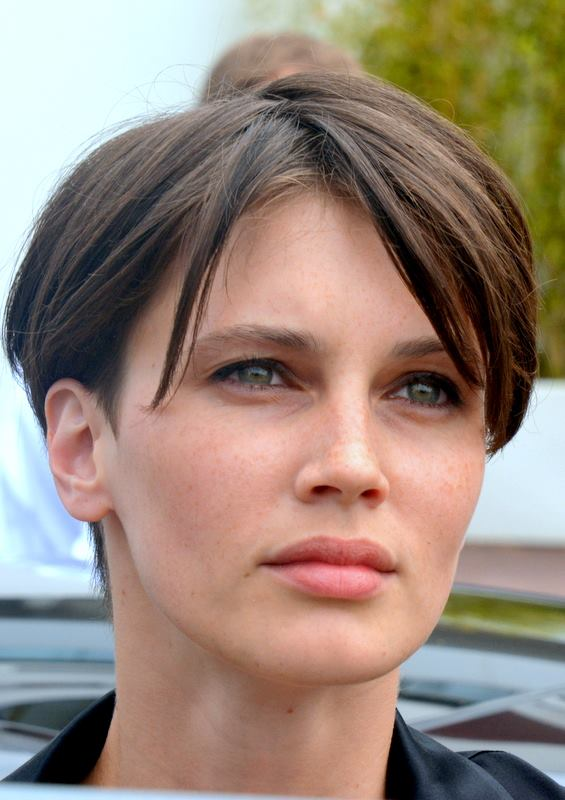
Marine Vacth (* 1991)

### Vacu
- Vaculík, Ludvík (1926–2015), tschechischer Schriftsteller, Mitbegründer der tschechischen Menschenrechtsbewegung Charta 77
- Vaculík, Lukáš (* 1962), tschechischer Schauspieler
- Vaculík, Lukáš (* 1986), tschechischer Freestyle-Skisportler
- Vaculík, Martin (1922–2001), tschechoslowakischer Politiker
- Vaculík, Martin (* 1990), slowakischer Speedway-Rennfahrer und Europameister
- Vaculík, Ondřej (* 1986), tschechischer Skispringer
- Vaculíková, Barbora (* 1979), tschechische Sängerin, Texterin, Songwriterin
- Vaculíková, Tereza (* 1992), tschechische Freestyle-Skisportlerin

### Vacz
- Váczi, Eszter (* 1976), ungarische Sängerin
- Váczi, Gheorghe (1922–2006), rumänischer Fußballspieler und -trainer